# Филимоновићи из Доње Јошанице
Филимоновићи из топличке Доње Јошанице представљају породичну задругу која се крајем 19. века одвојила од рода Кадића - Филимоновића настањеног у Лешку, након што је угушен Ибарски устанак током Српско-турског рата 1876-1878.
Нова породична задруга је настала непосредно пре пресељења домаћинстава браће Јакова и Тодосија Филимоновића у новослобођену територију Топличког округа.
Феликс Каниц, знаменити путописац, је за собом оставио сликовит приказ устанак у Горњем Ибру као и насељавања Топлице након пропасти Ибарског устанка, наводећи чињенице и податке које је током боравка у Топлици добио од својих домаћина, Попа Вујице Симоновића и Војводе Мијаила Проловића, обојице сабораца Јакова Филимоновића.
„Почело је то са устанком 1875. године, који је обухватио целу Босну до Новог Пазара, када се раја дигла против Порте или, тачније, против тешког терета који су на њу навалиле муслиманске аге и бегови. Андрија Атанасовић (један од организатора херцеговачког устанка 1875.) је дошао у област Горњег Ибра да би и тамо организовао устанак, али су га Турци стрпали у затвор на три месеца. Чим је изашао на слободу, он је у јесен окупио чету од 50 одважних људи као језгро устанка који је планирао у пролеће.
На Божић су се у цркви Св. Врачева у Врачеву заклели на крсту да ни један неће ништа издати и да ће свако у свом селу радити на ширењу идеје о ослобођењу.
Међу посвећеницима се налазио и Поп Вујица Симоновић, који је испричао како је своју чету спојио са Андријином, како су се, са 1700 људи, у пролеће 1876. године ушанчили на Боровој глави и храбро је бранили од напада Турака и Арнаута, и како су узалуд чекајући на обећану помоћ из Црне Горе, после несрећног исхода српског рата били присиљени да се повуку са положаја.
Бојећи се турске освете, многи су се прикључили Милојевићом летећем одреду.
У јесен наредне године, за Турке злокобне године, чета Ибарских усташа је оживела. Овај пут је на њеном челу био војвода Мијаило Проловић, такође херцеговачки устаник, који нажалост, није успео да постигне значајнији успех у баш као ни његов претходник.
Убрзо након слома устанка и присаједињења Топличког округа Краљевини Србији, Мијаило Проловић и поп Вујица Симоновић се јављају као посредници и организатори првог насељавања, којим је било обухваћено 2.100 задруга од по 10 до 30 чланова. 
Велики удео у овом успелом насељавању су имали Андрија Атанасовић, који је за своје заслуге добио положај шумског надзорника, поп Вујица Милете Симоновић, који је обештећен парохијом у Сварчу, војвода Мијаило Проловић, који је у награђен високим чином у српској војсци као и имањем у Бресници.“
Овај кратак исечак из Каницовог путописа нам дочарава амбијент и околности у којима се одиграло пресељење Јакова и Тодосија Филимоновића у Топлицу.

### Писани трагови
Први писани траг о Филимоновићима као засебном породичном ентитету се налази у писму које су Краљу Милану Обреновићу, 1878. године упутиле вође устанка у Ибарском Колашину током Српско-турског рата.
Јаков Вилимановић (Јаков Филимоновић) се појављује као један од вођа поменутог устанка и потписник писма које су српском кнезу упутили устаници из Ибарског Колашина након неупеха устанака, са молбом да њима и њиховим породицама допусти слободан улазак и насељење у Србији.
С обзиром на неповољан исход Ибарског устанка, и оправдан страх његових вођа од одмазде Турака, они су на скупу одржаном на Боровој глави (9. јуна 1878. год) донели одлуку да напусте своја села како би заштитили своје породице и братства од одмазде. Са тог места су упутили званично молбу Краљу Милану Обреновићу, да им као српским добровољцима, ратницима и патриотама, одобри да се уселе у Србију.
Упркос чињеници да је одлука српске Владе о насељавању новоприпојених територија ступила на снагу 3. јануара 1888. године, извесно је да је Јаков Филимоновић, заједно са осталим главарима из Ибарског устанка, за ратне заслуге добио одобрење да се са својом породицом настани у новоослобођеној Топлици пре него што је дошло до прве организоване миграције и насељавања Топлице.
За ратне заслуге и храброст је од стране државе обештећен имањем и земљом која је припадала мухаџиру у Доњој Јошаници.

### Домаћинство
Документацији са пописа становништва од 11.01.1885. године нам дају детаљан увид у појединости задруге Јакова Вилимонова Филимоновића у новој средини.
У време када је попис извршен, Јаков Филимоновић је имао 50 година (рођен 1835. године) и његову задругу су поред њега, као главе куће, сачињавали још и, његова жена Јована (рођена 1845. године), синови: Марко (рођен 1871. године), Антоније (рођен 1873. године), Симијон (рођен 1877. године) и Спиридон (рођен 1883. године); кћерке: Самвила (рођена 1867. године) и Станика (рођена 1875. године); снаха Иконија (рођена 1835. године), синовице: Милунка (рођена 1867. године), Јаника (рођена 1875. године) и Пауна (рођена 1880. године), као и двоје слуга: Ананије (рођен 1855. године) и Станисава (рођена 1865. године).
Јаковљево домаћинство се 1885. године састојало од 14 чланова. У наредним годинама ће се даље ширити.
О Јаковљевом старијем брату, Тодосију (рођеном око 1830. године) постоји само један запис, који се налази у Књизи крштених из Манастира Ајдановац, која се данас чува у Месној канцеларији у Топличкој Великој Плани. У запису који је свештено лице унело у књигу поводом крштења детета (име детета), као кума се наводи Милунка, од оца Тодосија Филимоновића.
У сећању и усменом предању које су старији чланови задруге преносили на млађе, Тодосијево име се нажалост не помиње, тако да о његовом животу може само да се наслуђује. Извесно је међутим, да су његове ћерке упамћене као сирочад, и да су се при удаји и деоби имовине одрекле свог права на непокретну имовину у корист браће од стрица због чега су не само оне, већ и њихово потомство уживали поштовање, подршку и уважавање од стране свих осталих чланова задруге.
Неизвесно је, да ли је Тодосије прешао у Топлицу заједно са својим братом и њиховим породицама или је преминуо пре сеобе. Но, чињеница да је његова најмлађа кћерка Пауна рођена 1880. године, односно, исте или годину дана након насељавања у топличку Доњу Јошаницу, упућује на закључак да се он ипак доселио са задругом али да је вероватно преминуо у првим годинама након насељавања. 
Од свих чланова задруге који су наведени у попису, за Марка, Антонија, Симијона, Станику и Самвилу – Јаковљеве, и Милунку и Јанику – Тодосијеве, се поуздано зна да су рођени у Лешку у Митровачком срезу. Податак о месту рођења Антонија Јаковљева се такође налази у Књизи умрлих из Манастира Ајдановац, која се такође чува у Месној канцеларији у Топличкој Великој Плани.
Симијон Јаковљев, који је рођен 1877. године је по казивању Милунке Антонијеве и други старијих чланова задруге, донет у Топлицу као беба. 
Пауна Тодосијева и Спиридон Јаковљев су рођени по насељавању у Доњу Јошаницу.
На основу наведених података се може са приличном сигурношћу закључити да се Јаков Вилимонов са својом задругом, населио у топличку Доњу Јошаницу између 1878 и 1880. године, оставивши иза себе у Лешку, старог и оронулог оца Вилимона, сестру, и бројно братство са којима су његови потомци, кроз четири колена, до данас гајили и одржали породичне везе.
Од Вилимона и његових потомака су у Лешку остали само трагови у сећању потомака његовог брата Васа и по који топоним попут „Вилимоног шљивака“, који је препуштен Јаковљевој и Тодосијевој сестри, удатој у Ђоровићима, и „Вилимоновог гувна“ који сведоче о његовом некадашњем животу и постојању.
У Топлици је међу унуцима и праунуцима Вилимоновим остало сећање на његово име, његов свештенички чин, као и многобројну родбину коју су заједно са њим Филимоновићи оставили у Лешку.
Упамћен је као родоначелник нове куће братства Кадића, која се у другој половини 19. века по њему прозвала.

### Порекло
Филимоновићи из топличке Доње Јошанице воде директно порекло од гласовитог Бјелопавлићког братства Кадића и потомци су малобројних преживелих припадника братства које након Которског атентата 1860. године истражено од стране црногорског краља Николе I Петровића. 
Потичу од огранка братства Кадића које је настањено у Лешку, а у најужем сродству су са Кадићима из Спужа, и Кадићима из Бијелог Поља.
Филимоновићи из топличке Доње Јошанице нису у родбинској вези за породицама Филимоновића из Грабовца, Звечана, Новог Пазара и Требиња.